# Mate Dolenc
Matjaž »Mate« Dolenc [máte dolénc], slovenski pisatelj in prevajalec, * 5. oktober 1945, Ljubljana.

### Življenje in delo
Obiskoval je klasično gimnazijo v svojem rojstnem mestu, nato pa je študiral primerjalno književnost na Filozofski fakulteti v Ljubljani, vendar študija ni nikoli dokončal. Za tri leta se je zaposlil pri Mladini, od leta 1979 pa deluje kot svobodni pisatelj. V svojih delih uporablja predvsem veliko humorja, ironije, včasih celo sarkazma. Te sestavine črpa iz lastnega pogleda na življenje.
Najprej je veljal za pisatelja urbanega sveta in mestne mladine, kasneje pa je spremenil zvrst pisanja in kot pravi sam, piše »o ribičih in ribah in podvodnem svetu in o kmetih in vinogradnikih, o otokih in morju, pa v mnogih novelah o slovenskih vaseh in trgih in Gorjancih in Obali in Vipavski dolini in celo Afriki itd.«
Kar nekaj časa je sodeloval z otroško revijo Kekec, kjer je v rubrikah Jekleni konjiček in Moja široka cesta na poseben način predstavljal stvari iz sveta odraslih. V navtični reviji Val redno objavlja članke na temo Jadrana.
Njegovo mladinsko delo Ozvezdje Jadran je bilo leta 2004/2005 predpisano za Cankarjevo priznanje za 7. in 8. razred osemletne osnovne šole.
Njegovo delo Vampir z Gorjancev je bilo prevedeno v češčino, v hrvaščini pa je izšel prevod njegovega dela Pomrčina mora (2004). Tudi sam veliko prevaja iz hrvaščine (Žarko Benčić, S trnkom po Jadranu, 2003; Ante Ivić in Stjepan Dunatov, Vonji in okusi dalmatinske kuhinje, 2004) ter angleščine (Robert Anson Heinlein, Vesoljski bojevniki, 1998; Hunter S. Thompson, Strah in groza v Las Vegasu, 1999).

## Priznanja in nagrade
Za svoja dela je leta 1986 prejel Levstikovo nagrado, Kajuhovo nagrado, leta 1995 pa je za deli Pes z Atlantide in Rum in šah prejel nagrado prešernovega sklada. 
Je dvakratni prejemnik nagrade desetnica za mladinska dela, in sicer leta 2014 za kratko prozno delo Leteča ladja ter leta 2015 za delo Mali princ z otoka. Leta 2011 je prejel tudi nagrado večernica za Maščevanje male ostrige.

## Književna dela

#### Kratka proza
- Menjalnica (1970) (COBISS)
- Razkošje v glavi in Nenavadna Slovenija (soavtor Slavko Pregl, 1974) (COBISS)
- Potopljeni otok (1976) (COBISS)
- Gorenčev vrag (1977) (COBISS)
- Vloga mojih škornjev v angolski revoluciji (1985) (COBISS)
- Praznik republike ali abrakadabra (1987) (COBISS)
- Rum in šah (1993) (COBISS)

#### Povest
- Vampir z Gorjancev: Fantastična povest (1979) (COBISS)

#### Romani
- Peto nadstropje trinadstropne hiše (soavtor Dimitrij Rupel, 1972) (COBISS)
- Aleluja Katmandu (1973) (COBISS)
- Njen modri dežni plašč (1990) (COBISS)
- Pes z Atlantide (1993) (COBISS)
- Morje v času mrka (2000) (COBISS)

#### Mladinsko delo
- Morska dežela na železniški postaji (1986) (COBISS)
- Velika ptičja zadeva (1987) (COBISS)
- Golo morje (1988) (COBISS)
- Strupena Brigita (1989) (COBISS)
- Leteča ladja (2002) (COBISS)
- Morsko dno pripoveduje (2004) (COBISS)
- Zabloda laboda in druge zgodbe (2006) (COBISS)
- Polnočna kukavica in druge zgodbe (2008) (COBISS)
- Kraljičin lipicanec in druge zgodbe (2009) (COBISS)
- Maščevanje male ostrige (2010) (COBISS)
- Mali princ z otoka (2012) (COBISS)
- Kako dolg je čas (2019)

#### Strokovne in poljudne knjige
- Nenavadna Slovenija (1974)
- Podmorski svet in mi (potapljaški zbornik, 1991) (COBISS)
- Ozvezdje Jadran (potopis, 1998) (COBISS)
- Z masko v podvodni svet (izobraževalna slikanica, 1999) (COBISS)
- Morski portreti: Ribe, raki in školjke Jadrana (leksikon, 2003) (COBISS)
- Potapljanje na vdih in podvodni ribolov (strokovna knjiga, 2004) (COBISS)

## Filmi po njegovih literarnih predlogah
- Morje v času mrka (TV Slovenija, 2008, scenarij po literarni predlogi in režija Jure Pervanje)
- Vampir z Gorjancev (TV Slovenija, 2008, scenarij po literarni predlogi in režija Vinci Vogue Anžlovar)